# Heinrich Maria von Leveling
Heinrich Maria Leveling, ab 1790 Heinrich Maria von Leveling (* 22. März 1766 in Trier; † 21. Januar 1828 in München) war ein deutscher Mediziner.

## Leben
Heinrich Maria Leveling war der älteste Sohn des Mediziners Heinrich Palmaz von Leveling. Der Mediziner Peter Theodor von Leveling (1767–1822) war sein jüngerer Bruder.
Heinrich Maria Leveling studierte an der Universität Ingolstadt Medizin, wurde 1788 gemeinsam mit seinem Bruder Peter Theodor bei seinem Vater in Ingolstadt zum Dr. med. promoviert und bereits wenige Monate später noch während eines gemeinsamen Aufenthaltes mit seinem Bruder zur medizinischen Weiterbildung in Paris zum außerordentlichen Professor der Medizin in Ingolstadt ernannt. Im Jahr 1790 wurde er in unmittelbarer Folge der Erhebung seines Vaters ebenfalls in den Adelstand erhoben und im Folgejahr 1791 in Ingolstadt zum ordentlichen Professor ernannt. Heinrich Maria von Leveling wirkte bis 1800 an der Universität Ingolstadt und nach der Verlegung bis 1824 an der Universität Landshut und siedelte nach Eintritt in den Ruhestand dann nach München über.
Am 23. Juni 1794 wurde Heinrich Maria von Leveling unter der Präsidentschaft von Johann Christian von Schreber mit dem akademischen Beinamen Andreas Carystius unter der Matrikel-Nr. 978 als Mitglied in die Leopoldina aufgenommen.

## Schriften
- Theses inaugurales ex universa medicina. Ingolstadt 1788 (Digitalisat)
- Entwurf von anthropologischen Vorlesungen nach den körperlichen Anlagen des Menschen. Weber, Landshut 1800 (Digitalisat)